# Orcovita
Orcovita is een geslacht van kreeftachtigen uit de klasse van de Malacostraca (hogere kreeftachtigen).

## Soorten
- Orcovita angulata Ng, Guinot & Iliffe, 1996
- Orcovita fictilia Ng, Guinot & Iliffe, 1996
- Orcovita gracilipes Ng, Guinot & Iliffe, 1996
- Orcovita holthuisi N. K. Ng & Ng, 2009
- Orcovita mcneiceae Ng & Ng, 2002
- Orcovita miruku Naruse & Tamura, 2006
- Orcovita mollitia Ng, Guinot & Iliffe, 1996
- Orcovita saltatrix Ng & Tomascik, 1994